# Майський (Бєлгородська область)
Ма́йський (рос. Майский) — селище в Бєлгородському районі Бєлгородської області, Росія.
Населення селища становить 7 441 особа (2002).